# Agrypon concinnum
Agrypon concinnum là một loài tò vò trong họ Ichneumonidae.